# Mulczowanie

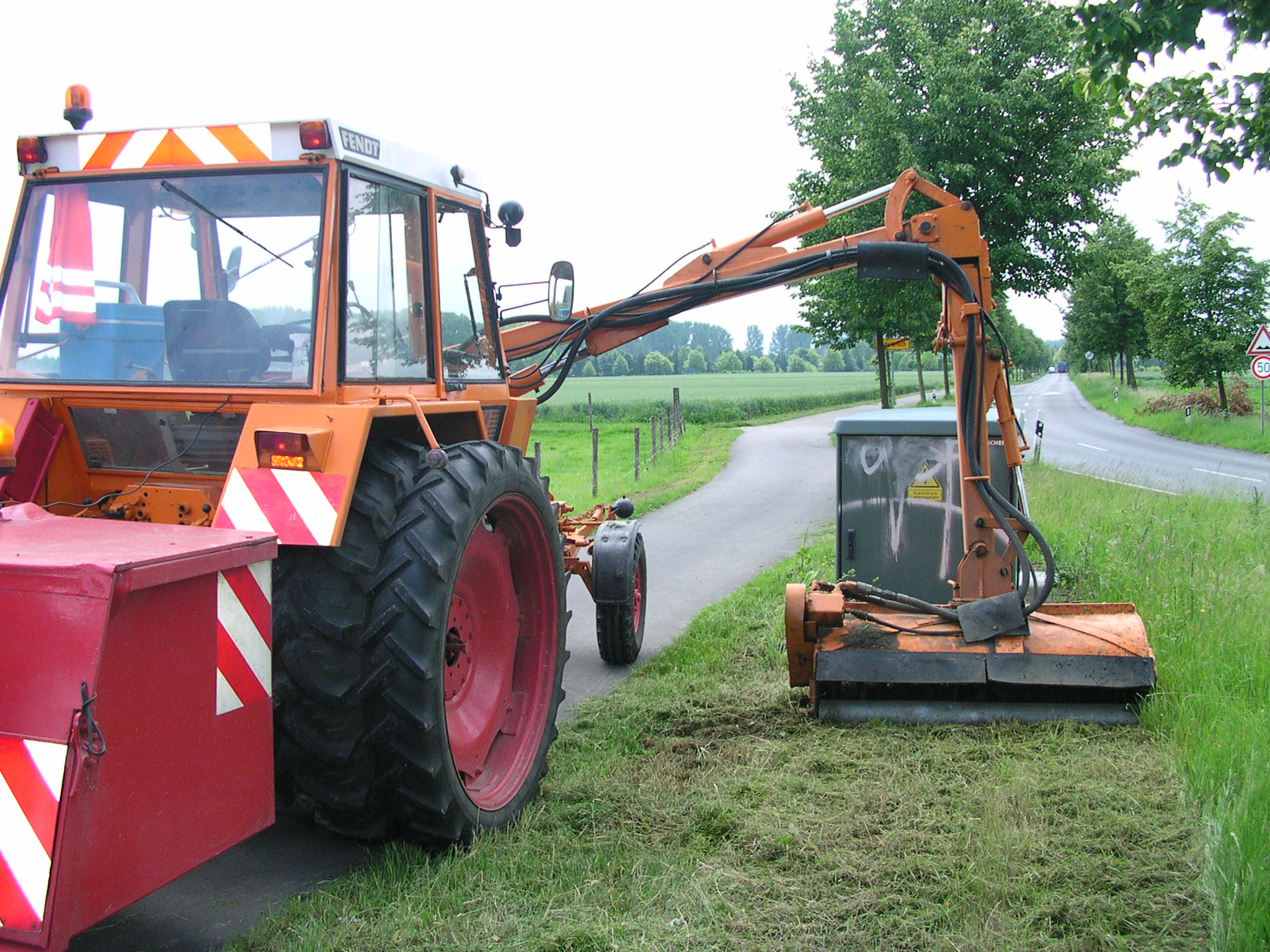
Kosiarka z funkcją mulczowania

Mulczowanie (ang. mulching) – pokrywanie powierzchni gleby między uprawianymi roślinami, w niektórych ujęciach wszelkimi materiałami ograniczającymi parowanie i wzrost chwastów, a według innych tylko materią organiczną, składającą się ze ściętych roślin uprawianych na zielony nawóz. Termin stosowany jest także do pozostawiania ściętych i rozdrobnionych roślin   na łące lub trawniku.
Mulczowanie powoduje zmniejszenie parowania wody, w uprawach ogranicza rozwój chwastów oraz erozję wodną i wietrzną, a także poprawia sprawność roli. Zabieg ten naśladować ma procesy zachodzące naturalnie w przyrodzie, gdzie także obumarła masa roślinna rozkłada się na powierzchni gleby. W przypadku mulczowania trawników zabieg oddziałuje korzystnie jednak tylko, gdy koszenie jest regularne i pozostawiana w efekcie ilość mulczu nie utrudnia wzrostu traw, zabieg wykonywany jest w czasie suchej pogody, a mulcz jest rozprowadzony równomiernie. Według niektórych autorów zabieg jest korzystny wyłącznie w przypadku pogody gorącej i suchej, gdy mulcz pozwala ograniczyć nadmierne parowanie wody.
Mulczowanie jest podstawowym zabiegiem w uprawie konserwującej.